# Wonderstruck (nước hoa)
Wonderstruck là một dòng nước hoa nữ được phát hành bởi Elizabeth Arden, Inc.. Taylor Swift đã xác nhận rằng tên của nước hoa được bắt nguồn từ bài hát "Enchanted" của Swift, với chủ đề về ấn tượng đầu tiên của một người có đối với người khác: "Tôi đã bối rối, đỏ mặt trên đường về nhà". Khẩu hiệu của dòng nước hoa này là "The beginning of something magical" (tiếng Việt: "Khởi đầu của một điều gì đó kỳ diệu").
Dòng nước hoa được phát hành tại Mỹ vào ngày 21 tháng 10 năm 2011. Cùng với dòng nước hoa Someday của Justin Bieber, nó đã hồi sinh lại thị trường kinh doanh nước hoa của người nổi tiếng, khiến doanh số ngành này năm 2011 tăng lên 57%. Đây vẫn là dòng nước hoa bán chạy nhất của Swift cho đến nay.

## Wonderstruck Enchanted
Nhờ sự thành công của Wonderstruck, Swift tiếp tục cho ra mắt một dòng nước hoa tiếp theo dựa vào nền tảng của nó, Wonderstruck Enchanted, tại Mỹ vào ngày sinh nhật lần thứ 22 của cô, tức ngày 13 tháng 12 năm 2011, chưa đến 2 tháng sau khi Wonderstruck ra mắt.

## Mùi
Wonderstruck được mô tả là có nốt hương đầu là mùi mâm xôi (rapsberry), lan Nam Phi và mâm xôi đen (blackberry); có mùi kim ngân, dâm bụt và vani là nốt hương giữa; và có nốt hương cuối của mùi đào, hổ phách, gỗ đàn hương và xạ hương.

## Ngày phát hành
| Quốc gia    | Ngày phát hành       |
| ----------- | -------------------- |
| Andorra     | 7 tháng 11 năm 2011  |
| Anh Quốc    | 25 tháng 10 năm 2011 |
| Hoa Kỳ      | 21 tháng 10 năm 2011 |
| Philippines | 30 tháng 10 năm 2011 |
| Tây Ban Nha | 11 tháng 11 năm 2011 |